# Йохан I фон Изенбург-Бюдинген
Йохан I фон Изенбург-Бюдинген (на немски: Johann I von Isenburg-Büdingen; * ок. 1353; † 24 февруари 1395 в Кобленц) е граф на Изенбург в Бюдинген (1378 – 1395).
Той е син на граф Хайнрих II (I) фон Изенбург-Бюдинген, бургграф на Гелнхаузен († 1378/1379) и съпругата му Аделхайд фон Ханау-Мюнценберг († сл. 1378), вдовица на граф Еберхард II фон Катценелнбоген (1312 – 1329), дъщеря на Улрих II фон Ханау и Агнес фон Хоенлое.
Брат е на Изенгард, абатиса на манастир Мариенборн (1396 – 1398), и на Аделхайд († 1441), абатиса на Кведлинбург (1406 – 1435).
Той умира 1395 г. в Кобленц и е погребан в манастир Мариенборн.

## Фамилия
Йохан I се жени пр. 28 юли 1355 г. за София фон Вертхайм († 1389, погребана в Мариенборн), дъщеря на граф Рудолф IV фон Вертхайм и Елизабет Райц фон Бройберг. Тя е сестра на граф Еберард I фон Вертхайм († 1373), който от 1338 г. е женен за бургграфиня Катарина фон Хоенцолерн-Нюрнберг († 1373). Те имат две деца: 
- Йохан II фон Изенбург-Бюдинген (* ок. 1370; † 1408), граф на Изенбург в Бюдинген (1395 – 1408), женен 1385 г. за графиня Маргарета фон Катценелнбоген († 1438)
- Агнес фон Изенбург-Бюдинген († 1404), омъжена 1376 г. за граф Герлах фон Изенбург-Браунсберг-Вид (ок. 1369 – 1413)